# Ŋm (digramme)
Cette page contient des caractères spéciaux ou non latins. S’ils s’affichent mal (▯, ?, etc.), consultez la page d’aide Unicode.
Pour les articles homonymes, voir MB.
ŊM (minuscule ŋm) est un digramme de l’alphabet latin composé d’un Ŋ et d’un M.

## Linguistique
Le digramme ŋm est utilisé par diverses langues africaines pour noter la consonne nasale labiale-vélaire voisée représenté par [ŋ͡m] dans l’alphabet phonétique international.

## Représentation informatique
À la différence d’autres digrammes, il n’existe aucun encodage du ŋm sous la forme d’un seul signe. Il est toujours réalisé en accolant les lettres Ŋ et M,.